# Миленин, Григорий Филиппович
Григорий Филиппович Миленин (01.05.1908, д. Каменка, Малоархангельский район, Орловская область — 06.1977) — советский военачальник, генерал-майор авиации (20 апреля 1944), участник Великой Отечественной войны.

## Биография
В Рабоче-крестьянскую Красную армию вступил 25 ноября 1930 года.
В Великую Отечественную войну занимал должности:
- с 13 февраля 1941-03 сентября 1941 — военный комиссар 59-й авиационной дивизии.
- с 17 сентября 1941-21 марта 1942 — военный комиссар 134-й смешанной авиационной дивизии;
- с сентября 1942 по 1945 год — заместитель начальника Главного управления авиационно-инженерной службы.
- с 18 июля 1945 — заместитель начальника отдела по политическим вопросам военно- воздушных сил советской военной администрации.

Ушёл в отставку 16 марта 1963 года.

## Награды
- Орден Ленина (30.12.1956);
- 2 Ордена Красного Знамени (19.08.1944; 15.11.1950)[1][2];
- Орден Кутузова II степени (18.08.1945);
- Орден Отечественной войны I степени (28.02.1944);
- Орден Красной Звезды (22.02.1943; 03.11.1944)[3][4];
- Медаль «За победу над Германией в Великой Отечественной войне 1941—1945 гг.» (09.05.1945)[5].